# 리샤르 묄레르 닐센
리샤르 묄레르 닐센(덴마크어: Richard Møller Nielsen; 1937년 8월 19일, 남덴마크 지역 스토레 우베루 ~ 2014년 2월 13일, 남덴마크 지역 오덴세)은 덴마크의 전 축구 선수이자 감독이다. 그는 덴마크 국가대표팀을 이끌고 유로 1992를 우승했다. 1995년, 그는 명예의 금메달을 목에 걸었다. 그는 토미 묄레르 닐센의 부친이다.

## 경력
닐센은 축구 감독으로 활동한 것으로 잘 알려져 있지만, 앞서 오덴세에서 선수 생활도 했고, 덴마크 국가대표팀 경기에도 2번 출전했다. 그는 부상으로 축구화를 벗었다.
닐센은 에스비에르, 오덴세, 덴마크 청소년 국가대표팀을 지도했고, 제프 피온테크 감독을 보좌하기도 했다. 1990년에 피온테크 감독이 국가대표팀 사령탑을 떠나면서, 후임이 공석인 상황이었다. 닐센은 차기 덴마크 국가대표팀 감독의 유력한 후보로 떠올랐지만, 덴마크 축구 연합은 후임 감독을 찾아 해외를 물색했었다. 축구 연합 이사진은 처음에 호르스트 볼러스를 후임 국가대표팀 감독으로 내정했으나, 그와 계약한 구단인 바이어 위어딩겐과의 계약을 해지할 수 없어 백지화되었고, 그 결과 닐센이 국가대표팀 차기 감독으로 낙점되었다.

### 유럽 선수권 대회 우승
닐센의 국가대표팀 첫 목표는 스웨덴에서 열릴 유로 1992 본선에 오르는 일이었다. 덴마크는 페로 제도전 안방 승리로 그의 임기를 시작했고, 뒤이어 북아일랜드 원정에서 비긴 뒤, 유고슬라비아와의 안방 경기를 패했다. 미샤엘 라우드루프, 브리안 라우드루프, 얀 하인체를 비롯한 몇몇 선수들이 국가대표팀을 떠났고, 일부 언론사는 리샤르 묄레르 닐센의 사퇴를 촉구했다. 이러한 비난에도 불구하고, 덴마크 국가대표팀은 유고슬라비아 원정 2-1 승리를 비롯해 나머지 경기를 모두 승리로 장식했다. 그러나, 유고슬라비아와의 승점차를 극복하기에는 역부족이었다. 덴마크는 유고슬라비아에 밀려 예선 조를 2위로 마쳤다.
그러나, 유고슬라비아 전쟁의 발발로 유럽 축구 연맹이 유고슬라비아를 대회 본선에서 퇴출시키면서, 유고슬라비아의 예선조에서 2위를 차지한 덴마크가 대타로 대회 본선에 참가했다. 덴마크는 잉글랜드와의 조별 리그 1차전을 득점 없이 비기고, 개최국 스웨덴과의 2차전에서 패했다. 그러나, 프랑스를 2-1로 제압한 덴마크는 조 2위로 준결승전에 올랐다. 덴마크는 전 대회 유럽 정상에 오른 네덜란드를 준결승전에서 맞이했다. 이 경기는 정규 시간 끝에 2-2로 끝났고, 덴마크가 승부차기에서 5-4로 이기면서 결승전에서 월드컵 우승국 독일을 만났다. 덴마크는 결승전을 2-0으로 이겨 닐센의 임기 최전성기를 장식했다. 그는 월드 사커지의 "올해의 감독"으로 명명되었다.

### 컨페더레이션스컵 우승
덴마크는 1994년 월드컵에서 처음 3경기를 득점 없이 비기며 시작했고, 뒤이어 벨파스트에서 북아일랜드를 1-0으로 제압했다. 1993년 8월 25일, 닐센 감독과 화해한 미샤엘 라우드루프는 리투아니아와의 안방 경기에서 복귀전을 치러 4-0 승리를 거두었다. 덴마크의 당대 최고의 선수가 복귀하고도, 덴마크는 대회 본선행이 좌절되었다. 라우드루프는 닐센 감독 하에 1980년대에 피온테크 감독 임기에 공격수 프레벤 엘키에르 옆에서 선보인 예전만큼의 활약을 펼치지 못했다. 대회 최종전은 세비야에서 벌어진 스페인 원정 경기로, 이 경기에서 대체로 11명 대 10명의 숫적 우세에도 불구하고 0-1로 패했다.
그러나, 닐센은 1995년 컨페더레이션스컵에 참가해 덴마크 국가대표팀에 한 번 더 우승을 선사했다. 덴마크는 이번에 결승전에서 아르헨티나를 2-0으로 완파했다. 닐센은 맨체스터 유나이티드 경기 일정으로 빠진 페테르 슈마이켈 등을 제외하고 수페르리가에서 맹활약 선수들을 국가대표팀에서 중용했다.
덴마크는 이어 잉글랜드에서 열린 유로 1996 본선에 안착했지만, 정상을 방어하는데 실패했다. 덴마크는 이 대회 조별 리그에서 크로아티아와 포르투갈에 밀리며 조별 리그를 3위로 마쳐 조기에 탈락했다. 1차전에서 포르투갈과 비기고 2차전에서 크로아티아에 패한 덴마크는 튀르키예와의 최종전을 승리했다. 닐센은 이 대회 이후 국가대표팀 지휘봉을 내려놓았지만, 그는 현재까지 역대 최고의 덴마크 국가대표팀 감독으로 거론되고 있다.

### 핀란드와 이스라엘
닐센은 이후 핀란드 국가대표팀 감독을 맡아 프랑스에서 열릴 1998년 월드컵 플레이오프전 진출 문턱까지 왔다. 그러나, 핀란드는 월드컵과 벨기에와 네덜란드에서 열린 유로 2000에 모두 본선행에 실패했다.
2000년, 닐센은 이스라엘 국가대표팀 감독으로 취임했지만, 2002년 월드컵 본선행이 좌절되었다. 닐센은 이스라엘을 끝으로 더 이상 국가대표팀을 맡지 않았고, 이후 덴마크 2부 리그의 콜딩을 지휘하고 2003년 10월에 은퇴했다.
오덴세는 안방 구장의 스탠드에 그의 이름을 따 리샤르 묄레르 닐센 스탠드로 명명했다. 오덴세 시도 경기장 옆 광장 명칭을 오덴세 출신 명장을 기리기 위해 개칭했다.

## 최후
2013년 9월에 뇌종양 제거가 실패한 후, 닐센은 2014년 2월 13일에 영면에 들었다. 그는 유족으로 배우자와 3명의 자녀, 그리고 6명의 손주를 남겼다.

## 감독 통계
| 구단     | 취임   | 해임   | 기록 | 기록 | 기록 | 기록 | 기록  |
| 구단     | 취임   | 해임   | 전   | 승   | 무   | 패   | 율 %  |
| -------- | ------ | ------ | ---- | ---- | ---- | ---- | ----- |
| 덴마크   | 1990년 | 1996년 | 62   | 33   | 17   | 12   | 53.23 |
| 핀란드   | 1996년 | 1999년 | 18   | 4    | 6    | 8    | 22.22 |
| 이스라엘 | 2000년 | 2002년 | 19   | 7    | 4    | 8    | 36.84 |
| 합계     | 합계   | 합계   | 99   | 44   | 27   | 28   | 44.44 |

## 수상

### 클럽
오덴세
- 덴마크 리그: 1977, 1982
- DBU 포칼렌: 1983

### 국가대표팀
덴마크
- 유럽 선수권 대회: 1992
- 컨페더레이션스컵: 1995

### 개인
- 월드 사커 올해의 감독: 1992